# دارکوب‌های بلوطی
دارکوب‌های بلوطی (نام علمی: Blythipicus) یک سرده از پرندگان خانواده دارکوبان است که در جنوب شرق آسیا یافت می‌شود.

### گونه‌ها
این سرده دو گونه دارد.
| نگاره | نام علمی                | نام رایج     | پراکندگی                                                                                 |
| ----- | ----------------------- | ------------ | ---------------------------------------------------------------------------------------- |
|       | Blythipicus rubiginosus | دارکوب عنابی | برونئی، اندونزی، مالزی، جنوب میانمار، سنگاپور و جنوب تایلند.                             |
|       | Blythipicus pyrrhotis   | دارکوب بلوطی | بنگلادش، بوتان، کامبوج، چین، هنگ کنگ، هند، لائوس، مالزی، میانمار، نپال، تایلند و ویتنام. |